# Flambeau (Rusk)
Flambeau es un pueblo ubicado en el condado de Rusk en el estado estadounidense de Wisconsin. En el Censo de 2010 tenía una población de 1.059 habitantes y una densidad poblacional de 11,74 personas por km².

## Geografía
Flambeau se encuentra ubicado en las coordenadas 45°31′9″N 91°7′35″O / 45.51917, -91.12639. Según la Oficina del Censo de los Estados Unidos, Flambeau tiene una superficie total de 90,17 km², de la cual 89,4 km² corresponden a tierra firme y (0,86%) 0,77 km² es agua.

## Demografía
Según el censo de 2010, había 1.059 personas residiendo en Flambeau. La densidad de población era de 11,74 hab./km². De los 1.059 habitantes, Flambeau estaba compuesto por el 97,36% blancos, el 0,57% eran afroamericanos, el 0.85% eran amerindios, el 0,28% eran asiáticos, el 0% eran isleños del Pacífico, el 0,19% eran de otras razas y el 0,76% pertenecían a dos o más razas. Del total de la población el 1,04% eran hispanos o latinos de cualquier raza.